# Charentonnay
Charentonnay település Franciaországban, Cher megyében. Lakosainak száma 287 fő (2022. január 1.). Charentonnay Couy, Garigny, Jussy-le-Chaudrier, Lugny-Champagne, Sancergues és Sévry községekkel határos.

## Népesség
A település népessége az elmúlt években az alábbi módon változott:
| Lakosok száma | 381  | 317  | 329  | 335  | 303  | 292  | 289  | 293  | 290  | 287  |
|               | 1968 | 1982 | 1990 | 2006 | 2013 | 2015 | 2017 | 2019 | 2020 | 2022 |